# Johannes Klumpp (Dirigent)
Johannes Klumpp (* 17. Dezember 1980 in Stuttgart) ist ein deutscher Dirigent.

## Werdegang
Johannes Klumpp machte das Abitur am humanistisch-musischen Eberhard-Ludwigs-Gymnasium Stuttgart. Nach privatem Dirigierunterricht bei Manfred Schreier sowie Thomas Ungar absolvierte er an der Hochschule für Musik Franz Liszt Weimar ein Studium im Fach Orchesterleitung bei Nicolas Pasquet sowie Gunter Kahlert. Des Weiteren studierte er Viola bei Frank Strauch.
Von 2009 bis 2011 war Johannes Klumpp 1. Kapellmeister beim Musiktheater im Revier Gelsenkirchen. Seit 2013 ist er Chefdirigent des Folkwang Kammerorchesters Essen. Als Gastdirigent arbeitete er mit dem MDR-Sinfonieorchester, der Weimarer Staatskapelle, dem Hessischen Staatsorchester Wiesbaden, den Düsseldorfer Symphonikern, dem Tiroler Landesorchester Innsbruck, dem Rundfunkorchester Köln, dem Russian Philharmonic Orchestra, der Dresdner Philharmonie, dem Stuttgarter Staatsorchester und vielen anderen.
Von 2016 bis 2022 leitete Johannes Klumpp als Künstlerischer Leiter die SommerMusikAkademie Schloss Hundisburg, deren Festivalorchester er seit 2007 dirigiert hatte. Das Festival wurde 1992 vom Pianisten Rolf-Dieter Arens in Sachsen-Anhalt gegründet. 2022 feierte es 30-jähriges Jubiläum. In diesem Jahr zog er sich von der Künstlerischen Leitung zurück. 
2013 wurde Johannes Klumpp zum Chefdirigenten und Künstlerischen Leiter des Folkwang Kammerorchesters Essen gewählt. Seit 2020 arbeitet das Orchester an einer Gesamteinspielung aller Sinfonien von Wolfgang Amadeus Mozart unter seiner Leitung. Der Vertrag wurde 2021 um weitere 5 Jahre verlängert.
2020 begann seine Zusammenarbeit mit den Heidelberger Sinfonikern als Künstlerischer Leiter. Gemeinsam mit diesem Orchester arbeitete er an der Komplettierung der Gesamteinspielung aller Sinfonien von Joseph Haydn, die 2025 auf den Markt kam und in diesem Jahr als "Beste Sinfonische Einspielung des Jahres mit dem "Opus Klassik" prämiert wurde.

## Auszeichnungen
Johannes Klumpp erhielt 2006 den Weimarer „Franz-Liszt-Preis“. Durch seine Finalteilnahme am Dirigentenwettbewerb in Besançon machte er 2007 erstmals international auf sich aufmerksam. 2008 gewann er beim Deutschen Hochschulwettbewerb „in memoriam Herbert von Karajan“ sowohl den Ersten Preis sowie den Sonderpreis für begleitendes Dirigieren. 2010 erhielt er das Herrmann-Hildebrandt-Stipendium, 2011 war er Sonderpreisträger beim Deutschen Dirigentenwettbewerb.
Von 2005 bis 2011 wurde Johannes Klumpp im Dirigentenforum des Deutschen Musikrates bis in die dritte Förderstufe gefördert. Von 2010 bis 2014 war er Mitglied der Künstlerliste „Maestros von morgen“. 2011 erhielt er beim Deutschen Dirigentenwettbewerb den 2. Preis. 
2022 wurde Johannes Klumpp in der Kategorie „Bester Dirigent“ für den „Opus Klassik“ nominiert. 2025 erhielt seine Einspielung der Haydn-Sinfonien mit den Heidelberger Sinfonikern den Opus Klassik als "Beste symphonische Einspielung des Jahres". 

## Einspielungen
In Zusammenarbeit mit dem Klassik-Label ARS Produktion erschienen von Johannes Klumpp CDs und SA-CDs mit Werken von Wolfgang Amadeus Mozart, Johann Nepomuk Hummel und Carl Maria von Weber sowie Ignaz Pleyel. Bei Hänssler Classic erschienen 2021 bis 2024 mehrere CDs mit insgesamt 41 Sinfonien von Joseph Haydn. Die Gesamteinspielung des Orchesters konnte damit vollendet werden, diese erschien 2025. Ebenfalls 2025 erschien bei Genuin classics die vierte CD mit Sinfonien von Wolfgang Amadeus Mozart innerhalb der geplanten Gesamteinspielung aller Mozart-Sinfonien mit dem Folkwang Kammerorchester Essen.